# 九龙墟晋墓
29°54′40.7″N 121°28′49.3″E / 29.911306°N 121.480361°E
九龙墟晋墓是中华人民共和国浙江省宁波市海曙区的一座古代墓葬，位于高桥镇梁祝文化公园内。墓主因墓葬破坏已不可考，根据形制推断为西晋墓葬，1997年进行发掘。因梁祝传说中相传梁山伯葬于九龙墟，附近有清代梁山伯庙遗址，1994年曾以梁祝古迹遗址的名义列入鄞县文物保护单位。2018年，墓葬被公布为海曙区文物保护单位。

## 形制
九龙墟晋墓长10.2米，最宽处为5.25米。发现时已被破坏，残高1.05米。墓葬为砖室拱券墓，单穴，由前室、后室及墓道和连接两室的通道组成，其中后室为棺室。铺地砖及墓室砌砖尚有残存，其中墓砖有长方形、刀形和楔形三种。1997年墓葬进行考古发掘，在前室东部发现13件随葬器物，包括陶灶、甑、五管瓶等，器物年代约为东汉末年至西晋初年。墓葬中发现的文物无法考证确切年代及墓主人信息，根据墓葬形制、规模、墓砖纹饰和随葬品风格判断，墓葬为西晋早期低等级官员的墓葬。

## 传说和保护
九龙墟晋墓于1994年被列入鄞县文物保护单位。因北宋《义忠王庙记》及民国《鄞县通志》载，梁山伯死后葬九龙墟，加之墓葬与梁祝传说的年代东晋相近，且与清代梁山伯庙相邻，1994年确定的文物保护单位名称为“梁祝古迹遗址”，1999年开园的梁祝文化公园则将其以“梁山伯墓”命名，并出资建设了保护设施，对游人开放。2016年，墓葬所在的高桥镇在行政区划调整中被划归海曙区，2018年公布第七批海曙区文物保护单位时，墓葬被定名为九龙墟晋墓。

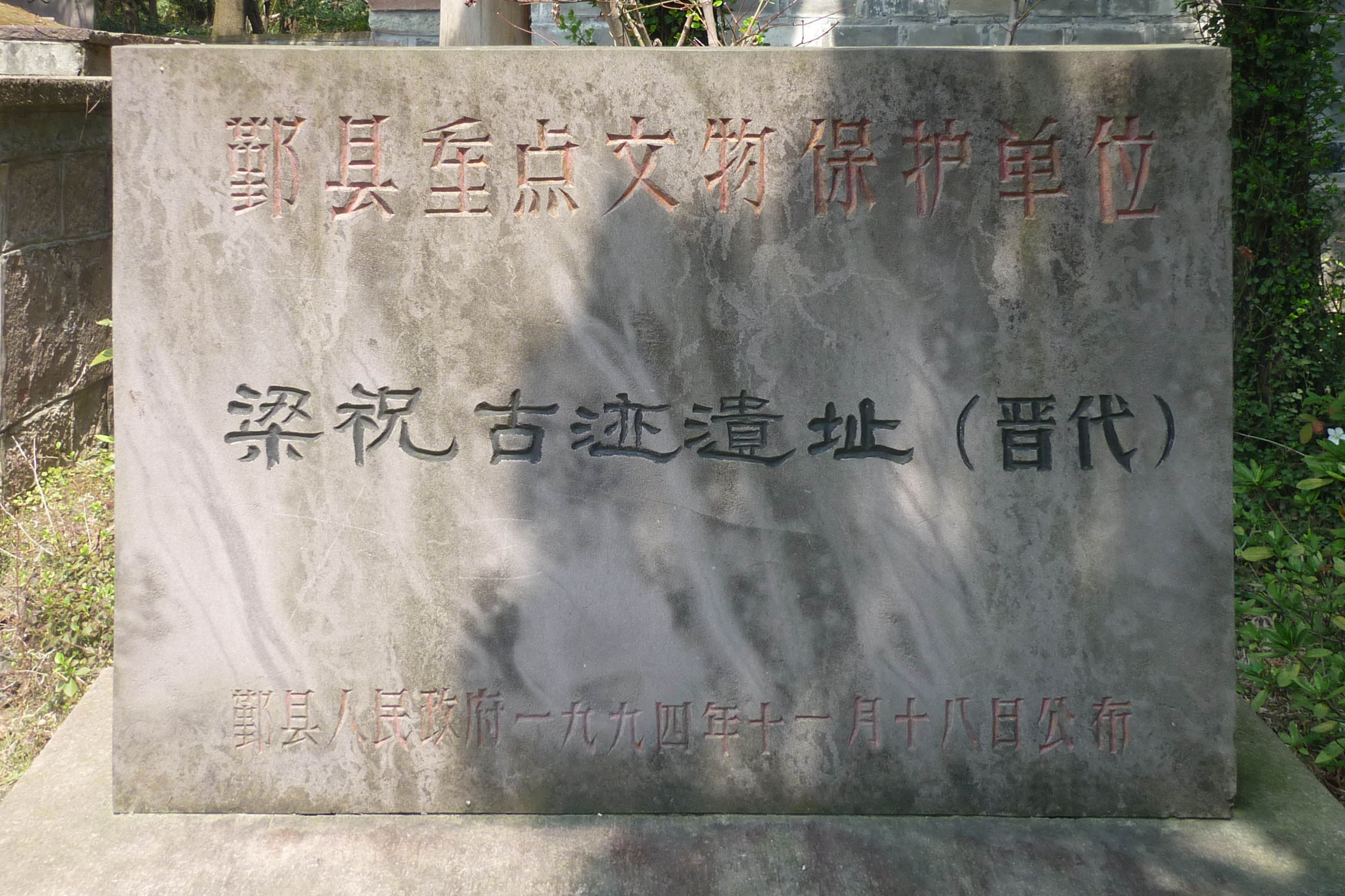
县级文物保护单位碑，其上文字尚为“梁祝古迹遗址”
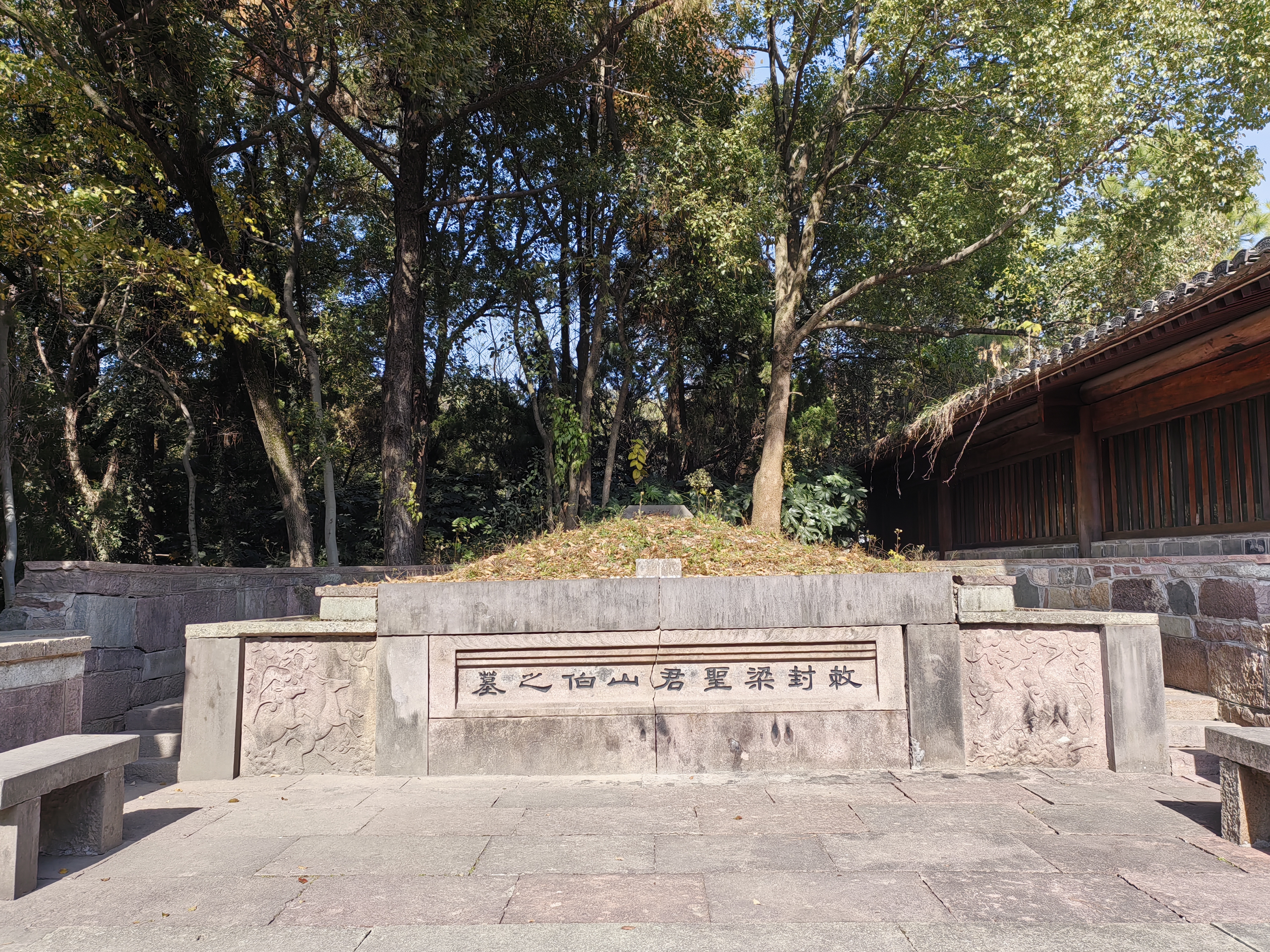
1985年重建的梁祝合墓
梁祝合墓後的「晉封英臺義婦冢」碑